# 帕克斯 (密蘇里州)
帕克斯（英語：Parks）是位於美國密蘇里州巴特勒縣的鬼鎮。

## 歷史
帕克斯的郵局於1811年設立，其後於1915年停運。

## 地理
帕克斯所處的海拔為高於海平面93米（即305英呎），而該地所採用的時區為UTC-6，即北美中部時區（CST）。同時該地設有夏令時間，為UTC-6調快一小時，即UTC-5（CDT）。